# Казумура
Казумура (Kazumura) — лавовая пещера на Большом острове Гавайи, длиннейшая и глубочайшая лавовая пещера в мире (глубина — 1101 м, протяжённость 65,5 км).
Пещера расположена в 20 км от города Хило, в лавовых потоках вулкана Килауэа. Верхняя точка системы находится на высоте 1130 м н.у.м. у вершины вулкана, а нижняя расположена в 32 км к северо-западу, на высоте всего 29 м н.у.м.
Для извилистых, ветвящихся каналов пещеры характерны стенки темно-серого цвета с металлическим отливом и следами течения магмы в виде «ребер» на стенах и полу. Галереи с небольшим наклоном расширяются от кратера к побережью. Средняя температура в пещере от 15 до 22°.

## История исследований
В 1966 году был открыт один из многочисленных входов Казумуры — провал в кровле лавовой трубки. Первая публикация, упоминавшая Казамуру, вышла в 1973 году в связи с открытием Фрэнсисом Ховарсом нескольких новых видов троглобитов в гавайских лавовых пещерах. В 1981 году Британской экспедицией было отснято 11,7 км ходов и Казамура стала одной из длиннейших лавовых пещер мира. Пик изучения пещеры пришёлся на середину 1990-х, когда команды спелеологов американского Национального Спелеологического Общества (NSS) исследовали и соединили несколько пещер общей протяжённостью 60 км с перепадом высоты в 1100 м.